# Sisahaniya (Bara)
Pour les articles homonymes, voir Sisahaniya.
Sisahaniya (en népalais : सिसहनीया) est un comité de développement villageois du Népal situé dans le district de Bara. Au recensement de 2011, il comptait 3 395 habitants.